# Agelena scopulata
Agelena scopulata là một loài nhện trong họ Agelenidae.
Loài này thuộc chi Agelena. Agelena scopulata được Jia-Fu Wang miêu tả năm 1991.